# Neotinea maculata
Neotinea maculata (Desfontaines) Stearn 1975 es una especie de orquídeas del género Neotinea de la subfamilia Orchidoideae de la familia Orchidaceae que están muy próximas al género Orchis. Se distribuyen por Europa y Asia Menor. Son de hábitos terrestres y tienen tubérculos.

## Descripción

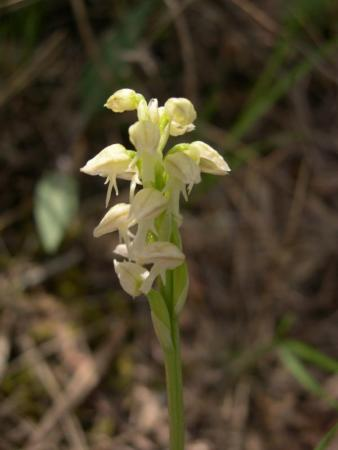
Neotinea maculata var. alba

Las hojas son oblongas con una longitud de 5 cm, crecen desde los nódulos subterráneos que tienen un tamaño máximo de 6 cm y son redondos

Las inflorescencias que son erectas en espiga, salen de la roseta basal de hojas estando cubierto el tallo en 1/3 por una bráctea color verde claro.

Presenta una densa floración con flores pequeñas. Los tres sépalos son iguales en tamaño estando soldados por los lados quedando los ápices sueltos y forman una especie de casco militar (de ahí el nombre), que cubre la columna. Los sépalos presentan un color blanco rosado con las nerviaciones el color rosa más pronunciado.

El labelo sobresale debajo del casco 1/3 partes, y es de color blanco presentando en la zona central manchas de color rosa. El labelo presenta en el apéndice una terminación en línea recta. También presenta dos lóbulos, uno a cada lado en la parte inferior que están ligeramente arqueados hacia fuera y hacia abajo. Tiene dos pétalos más, muy reducidos.

Floreciendo desde abril hasta junio. El color puede variar desde blanco a diferentes tonos de rosa.

## Hábitat
Se desarrolla en prados y terrenos a la luz solar directa o media sombra.

Se encuentra en Gran Bretaña, Europa Occidental, Grecia, y Asia menor.

## Usos medicinales

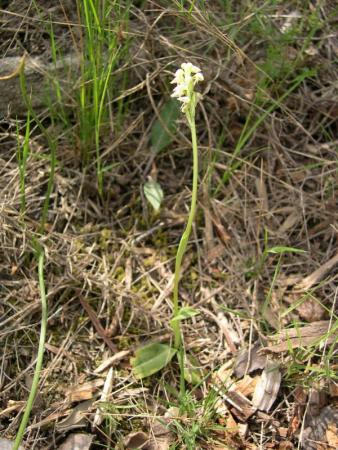
Neotinea maculata var. alba
planta.

La harina de sus tubérculos llamada salep es muy nutritiva y demulcente. Se usa en dietas especiales de convalecientes y niños. Es muy rica en mucílago y forma una demulcente y suave gelatina que se usa para el canal gastrointestinal irritado. Una parte de harina con cincuenta partes de agua son suficientes para formar la gelatina. El tubérculo para preparar la harina debe ser recolectado cuando la planta está recién seca después de la floración y cuando ha soltado las semillas.

## Taxonomía
Neotinea maculata fue descrita por   William Thomas Stearn   y publicado en Annales Musei Goulandris 2: 79. 1975.
Etimología
Las orquídeas obtienen su nombre del griego "orchis", que significa testículo, por la apariencia de los tubérculos subterráneos en algunas especies terrestres. La palabra 'orchis' la usó por primera vez Teofrasto (371/372 - 287/286 A.C.), en su libro "De historia plantarum" (La historia natural de las plantas ). Fue discípulo de Aristóteles y está considerado como el padre de la botánica y de la ecología.
Neotinea nombrada por Vincenzo Tineo un profesor italiano de botánica.
maculata: epíteto que significa "manchada", aludiendo a la presencia de manchas en las hojas.
Sinonimia
| - Aceras densiflorum (Brot.) Boiss. - Aceras intactum (Link) Rchb.f. - Aceras maculatum (Desf.) Gren. - Aceras secundiflorum (Bertol.) Lindl. - Aceras vayredae K.Richt. - Coeloglossum densiflorum Hartm. ex Willk. & Lange - Habenaria intacta (Link) Lindl. ex Benth. - Himantoglossum parviflorum Spreng. - Himantoglossum secundiflorum (Bertol.) Rchb. - Neotinea intacta (Link) Rchb.f. - Ophrys densiflora (Brot.) Desf. - Ophrys secundiflora Steud. - Orchis atlantica Willd. - Orchis ecalcarata Costa & Vayr - Orchis imbecilla Sol. ex Britten - Orchis intacta Link | - Orchis maculata (Desf.) Batt. & Trab. - Orchis parviflora (Sw.) Steud. - Orchis sagittata Munby - Orchis secundiflora Bertol. - Orchis ustulata var. ecalcarata (Costa & Vayr) Nyman - Peristylus atlanticus (Willd.) Lindl. - Peristylus densiflorus (Brot.) Lindl. - Peristylus maculatus Lindl. ex Rchb.f. - Satyrium atlanticum (Willd.) Lindl. - Satyrium densiflorum Brot. - Satyrium maculatum Desf. - Satyrium parviflorum Pers. - Tinea cylindrica Biv. - Tinea intacta (Link) Boiss. - Tinea maculata (Desf.) Vis. |

## Especies deNeotinea
- Neotinea maculata ( Desf.) Stearn 1975
  - Neotinea maculata var. stricta J. Landwehr 1977